# Mistrzostwa Afryki w Piłce Ręcznej Mężczyzn 2022
Mistrzostwa Afryki w Piłce Ręcznej Mężczyzn 2022 – dwudzieste piąte mistrzostwa Afryki w piłce ręcznej mężczyzn, oficjalny międzynarodowy turniej piłki ręcznej o randze mistrzostw kontynentu organizowany przez CAHB mający na celu wyłonienie najlepszej męskiej reprezentacji narodowej w Afryce, który odbył się w dniach 11–18 lipca 2022 roku w Egipcie. Mistrzostwa były jednocześnie eliminacjami do MŚ 2023.
W fazie grupowej obyło się bez niespodzianek. Tytuł sprzed dwóch lat obronił Egipt pokonując w finale Republikę Zielonego Przylądka, a Tunezyjczycy po raz pierwszy w historii powrócili z kontynentalnego czempionatu bez medalu ulegając w meczu o trzecie miejsce Marokańczykom. Piąte miejsce zajęła Algieria wraz z półfinalistami uzyskując awans na MŚ 2023.

## Informacje ogólne
Maroko zostało wybrane gospodarzem turnieju podczas kongresu CAHB w październiku 2018 roku. Z uwagi na fakt, iż zaplanowane na okres 13–23 stycznia 2022 roku mistrzostwa miały odbyć się także w położonym na spornym terytorium Sahary Zachodniej mieście Al-Ujun algierskie władze pod koniec września 2021 roku wycofały swoją reprezentację z zawodów – ów bojkot zaskutkował także wykluczeniem z dwóch edycji mistrzostw. Losowanie grup dla dwunastu uczestniczących drużyn zostało zaplanowane na 8 grudnia 2021 roku. Już po nim, w obliczu protestów ze strony Algierii oraz Zambii, władze CAHB postanowiły przełożyć zawody na późniejszy termin, a pod koniec tego miesiąca kontynentalny związek uznał odwołania tych dwóch krajów, dopuścił inne do udziału w mistrzostwach, które zostały przełożone na przełom czerwca i lipca 2022 roku.
Pod koniec marca 2022 roku Maroku zostały odebrane prawa do organizacji mistrzostw (podobnie jak Algierii dla edycji 2024), które na początku kwietnia zostały przekazane Egiptowi, który pokonał kandydaturę Angoli. Termin rozegrania zawodów został także przesunięty na drugą dekadę lipca, aby nie kolidował z igrzyskami śródziemnomorskimi. Nowe losowanie dla czternastu zgłoszonych reprezentacji zaplanowano na 26 maja 2022 roku w Kairze i w jego wyniku powstały cztery grupy: dwie trzy- i dwie czterozespołowe. Rywalizowały one w ramach grup systemem kołowym, a czołowe dwójki z każdej z nich awansowały do ćwierćfinałów. Szczegółowy harmonogram rozgrywek opublikowano w ostatnim dniu maja 2022 roku – został on zmodyfikowany po wycofaniu się Kenii. Stawką zawodów prócz medali było także pięć miejsc w turnieju finałowym Mistrzostw Świata 2023.

## Faza wstępna

### Grupa A
| 11 lipca 202220:00 | Egipt | 40:17(20:7) | Kamerun | Dr Hassan Moustafa Indoor Sports Complex, Madinat as-Sadis min Uktubar |
| 11 lipca 202220:00 |       | 40:17(20:7) |         | Dr Hassan Moustafa Indoor Sports Complex, Madinat as-Sadis min Uktubar |

| 12 lipca 202220:00 | Kamerun | 28:35(14:18) | Maroko | International Hall, Madinat as-Sadis min Uktubar |
| 12 lipca 202220:00 |         | 28:35(14:18) |        | International Hall, Madinat as-Sadis min Uktubar |

| 13 lipca 202220:00 | Maroko | 21:36(12:18) | Egipt | Dr Hassan Moustafa Indoor Sports Complex, Madinat as-Sadis min Uktubar |
| 13 lipca 202220:00 |        | 21:36(12:18) |       | Dr Hassan Moustafa Indoor Sports Complex, Madinat as-Sadis min Uktubar |

### Grupa B
| 11 lipca 202212:30 | Gabon | 22:35(11:20) | Gwinea | International Hall, Madinat as-Sadis min Uktubar |
| 11 lipca 202212:30 |       | 22:35(11:20) |        | International Hall, Madinat as-Sadis min Uktubar |

| 12 lipca 202215:00 | Gwinea | 28:22(11:14) | Algieria | International Hall, Madinat as-Sadis min Uktubar |
| 12 lipca 202215:00 |        | 28:22(11:14) |          | International Hall, Madinat as-Sadis min Uktubar |

| 13 lipca 202217:30 | Algieria | 25:23(16:12) | Gabon | Dr Hassan Moustafa Indoor Sports Complex, Madinat as-Sadis min Uktubar |
| 13 lipca 202217:30 |          | 25:23(16:12) |       | Dr Hassan Moustafa Indoor Sports Complex, Madinat as-Sadis min Uktubar |

### Grupa C
| 11 lipca 202212:30 | Tunezja | 30:18(14:13) | Nigeria | Dr Hassan Moustafa Indoor Sports Complex, Madinat as-Sadis min Uktubar |
| 11 lipca 202212:30 |         | 30:18(14:13) |         | Dr Hassan Moustafa Indoor Sports Complex, Madinat as-Sadis min Uktubar |

| 12 lipca 202220:00 | Republika Zielonego Przylądka | 35:29(19:15) | Nigeria | Dr Hassan Moustafa Indoor Sports Complex, Madinat as-Sadis min Uktubar |
| 12 lipca 202220:00 |                               | 35:29(19:15) |         | Dr Hassan Moustafa Indoor Sports Complex, Madinat as-Sadis min Uktubar |

| 13 lipca 202220:00 | Republika Zielonego Przylądka | 24:30(10:14) | Tunezja | International Hall, Madinat as-Sadis min Uktubar |
| 13 lipca 202220:00 |                               | 24:30(10:14) |         | International Hall, Madinat as-Sadis min Uktubar |

### Grupa D
| 11 lipca 202210:00 | Angola | 53:24(24:11) | Zambia | International Hall, Madinat as-Sadis min Uktubar |
| 11 lipca 202210:00 |        | 53:24(24:11) |        | International Hall, Madinat as-Sadis min Uktubar |

| 11 lipca 202215:00 | Demokratyczna Republika Konga | 31:26(14:15) | Senegal | International Hall, Madinat as-Sadis min Uktubar |
| 11 lipca 202215:00 |                               | 31:26(14:15) |         | International Hall, Madinat as-Sadis min Uktubar |

| 12 lipca 202215:00 | Zambia | 24:43(14:15) | Demokratyczna Republika Konga | Dr Hassan Moustafa Indoor Sports Complex, Madinat as-Sadis min Uktubar |
| 12 lipca 202215:00 |        | 24:43(14:15) |                               | Dr Hassan Moustafa Indoor Sports Complex, Madinat as-Sadis min Uktubar |

| 12 lipca 202217:30 | Senegal | 25:32(15:15) | Angola | Dr Hassan Moustafa Indoor Sports Complex, Madinat as-Sadis min Uktubar |
| 12 lipca 202217:30 |         | 25:32(15:15) |        | Dr Hassan Moustafa Indoor Sports Complex, Madinat as-Sadis min Uktubar |

| 13 lipca 202215:00 | Senegal | 47:23(17:9) | Zambia | International Hall, Madinat as-Sadis min Uktubar |
| 13 lipca 202215:00 |         | 47:23(17:9) |        | International Hall, Madinat as-Sadis min Uktubar |

| 13 lipca 202217:30 | Angola | 32:31(18:16) | Demokratyczna Republika Konga | International Hall, Madinat as-Sadis min Uktubar |
| 13 lipca 202217:30 |        | 32:31(18:16) |                               | International Hall, Madinat as-Sadis min Uktubar |

## Mecze o miejsca 9–13

### Grupa 1
| 16 lipca 202210:00 | Kamerun | 29:33(13:18) | Gabon | International Hall, Madinat as-Sadis min Uktubar |
| 16 lipca 202210:00 |         | 29:33(13:18) |       | International Hall, Madinat as-Sadis min Uktubar |

### Grupa 2
| 15 lipca 202215:00 | Nigeria | 35:17(19:9) | Zambia | International Hall, Madinat as-Sadis min Uktubar |
| 15 lipca 202215:00 |         | 35:17(19:9) |        | International Hall, Madinat as-Sadis min Uktubar |

| 16 lipca 202212:30 | Nigeria | 31:22(13:9) | Senegal | International Hall, Madinat as-Sadis min Uktubar |
| 16 lipca 202212:30 |         | 31:22(13:9) |         | International Hall, Madinat as-Sadis min Uktubar |

## Faza pucharowa

### Mecze o miejsca 1–4
|  |                               |                               |                               |                               |    |                               |                               |           |                   |                   |                   |       |       |
|  | Ćwierćfinały                  | Ćwierćfinały                  | Ćwierćfinały                  |                               |    | Półfinały                     | Półfinały                     | Półfinały |                   |                   | Finał             | Finał | Finał |
|  | Ćwierćfinały                  | Ćwierćfinały                  | Ćwierćfinały                  |                               |    | Półfinały                     | Półfinały                     | Półfinały |                   |                   | Finał             | Finał | Finał |
|  | 15 lipca                      |                               |                               |                               |    |                               |                               |           |                   |                   |                   |       |       |
|  |                               |                               |                               |                               |    |                               |                               |           |                   |                   |                   |       |       |
|  | Gwinea                        | Gwinea                        | 24                            |                               |    |                               |                               |           |                   |                   |                   |       |       |
|  | Gwinea                        | Gwinea                        | 24                            | 16 lipca                      |    |                               |                               |           |                   |                   |                   |       |       |
|  | Maroko                        | Maroko                        | 28                            |                               |    |                               |                               |           |                   |                   |                   |       |       |
|  | Maroko                        | Maroko                        | 28                            |                               |    | Maroko                        | Maroko                        | 19        |                   |                   |                   |       |       |
|  | 15 lipca                      |                               |                               |                               |    | Maroko                        | Maroko                        | 19        |                   |                   |                   |       |       |
|  |                               |                               | Republika Zielonego Przylądka | Republika Zielonego Przylądka | 23 |                               |                               |           |                   |                   |                   |       |       |
|  | Angola                        | Angola                        | Republika Zielonego Przylądka | Republika Zielonego Przylądka | 23 | 23                            |                               |           |                   |                   |                   |       |       |
|  | Angola                        | Angola                        |                               |                               |    | 23                            | 18 lipca                      |           |                   |                   |                   |       |       |
|  | Republika Zielonego Przylądka | Republika Zielonego Przylądka | 24                            |                               |    |                               |                               |           |                   |                   |                   |       |       |
|  | Republika Zielonego Przylądka | Republika Zielonego Przylądka | 24                            |                               |    | Republika Zielonego Przylądka | Republika Zielonego Przylądka | 25        |                   |                   |                   |       |       |
|  | 15 lipca                      |                               |                               |                               |    | Republika Zielonego Przylądka | Republika Zielonego Przylądka | 25        |                   |                   |                   |       |       |
|  |                               |                               | Egipt                         | Egipt                         | 37 |                               |                               |           |                   |                   |                   |       |       |
|  | Egipt                         | Egipt                         | Egipt                         | Egipt                         | 37 | 34                            |                               |           |                   |                   |                   |       |       |
|  | Egipt                         | Egipt                         | 16 lipca                      |                               |    | 34                            |                               |           |                   |                   |                   |       |       |
|  | Algieria                      | Algieria                      | 19                            |                               |    |                               |                               |           |                   |                   |                   |       |       |
|  | Algieria                      | Algieria                      | 19                            |                               |    | Egipt                         | Egipt                         | 29        | Mecz o 3. miejsce | Mecz o 3. miejsce | Mecz o 3. miejsce |       |       |
|  | 15 lipca                      |                               |                               |                               |    | Egipt                         | Egipt                         | 29        | Mecz o 3. miejsce | Mecz o 3. miejsce | Mecz o 3. miejsce |       |       |
|  |                               |                               | Tunezja                       | Tunezja                       | 27 |                               |                               | 18 lipca  | 18 lipca          | 18 lipca          |                   |       |       |
|  | Tunezja                       | Tunezja                       | Tunezja                       | Tunezja                       | 27 | 40                            |                               | 18 lipca  | 18 lipca          | 18 lipca          |                   |       |       |
|  | Tunezja                       | Tunezja                       |                               |                               |    |                               |                               | Maroko    | Maroko            | 28                |                   |       |       |
|  | Demokratyczna Republika Konga | Demokratyczna Republika Konga | 34                            |                               |    |                               |                               |           | Maroko            | 28                |                   |       |       |
|  | Demokratyczna Republika Konga | Demokratyczna Republika Konga | 34                            |                               |    |                               |                               | Tunezja   | Tunezja           | 24                |                   |       |       |
|  |                               |                               |                               |                               |    |                               |                               |           | Tunezja           | 24                |                   |       |       |

| 15 lipca 202212:30 | Gwinea | 24:28(13:14) | Maroko | Dr Hassan Moustafa Indoor Sports Complex, Madinat as-Sadis min Uktubar |
| 15 lipca 202212:30 |        | 24:28(13:14) |        | Dr Hassan Moustafa Indoor Sports Complex, Madinat as-Sadis min Uktubar |

| 15 lipca 202215:00 | Tunezja | 40:34 (pd.)(15:16, 31:31) | Demokratyczna Republika Konga | Dr Hassan Moustafa Indoor Sports Complex, Madinat as-Sadis min Uktubar |
| 15 lipca 202215:00 |         | 40:34 (pd.)(15:16, 31:31) |                               | Dr Hassan Moustafa Indoor Sports Complex, Madinat as-Sadis min Uktubar |

| 15 lipca 202217:30 | Angola | 23:24(12:13) | Republika Zielonego Przylądka | Dr Hassan Moustafa Indoor Sports Complex, Madinat as-Sadis min Uktubar |
| 15 lipca 202217:30 |        | 23:24(12:13) |                               | Dr Hassan Moustafa Indoor Sports Complex, Madinat as-Sadis min Uktubar |

| 15 lipca 202220:00 | Egipt | 34:19(20:8) | Algieria | Dr Hassan Moustafa Indoor Sports Complex, Madinat as-Sadis min Uktubar |
| 15 lipca 202220:00 |       | 34:19(20:8) |          | Dr Hassan Moustafa Indoor Sports Complex, Madinat as-Sadis min Uktubar |

| 16 lipca 202218:30 | Maroko | 19:23(9:11) | Republika Zielonego Przylądka | Dr Hassan Moustafa Indoor Sports Complex, Madinat as-Sadis min Uktubar |
| 16 lipca 202218:30 |        | 19:23(9:11) |                               | Dr Hassan Moustafa Indoor Sports Complex, Madinat as-Sadis min Uktubar |

| 16 lipca 202221:00 | Egipt | 29:27(17:16) | Tunezja | Dr Hassan Moustafa Indoor Sports Complex, Madinat as-Sadis min Uktubar |
| 16 lipca 202221:00 |       | 29:27(17:16) |         | Dr Hassan Moustafa Indoor Sports Complex, Madinat as-Sadis min Uktubar |

| 18 lipca 202218:30 | Maroko | 28:24(14:12) | Tunezja | Dr Hassan Moustafa Indoor Sports Complex, Madinat as-Sadis min Uktubar |
| 18 lipca 202218:30 |        | 28:24(14:12) |         | Dr Hassan Moustafa Indoor Sports Complex, Madinat as-Sadis min Uktubar |

| 18 lipca 202221:00 | Republika Zielonego Przylądka | 25:37(12:24) | Egipt | Dr Hassan Moustafa Indoor Sports Complex, Madinat as-Sadis min Uktubar |
| 18 lipca 202221:00 |                               | 25:37(12:24) |       | Dr Hassan Moustafa Indoor Sports Complex, Madinat as-Sadis min Uktubar |

### Mecze o miejsca 5–8
|  |                               |                               |                        |                   |    |                   |                   |                   |
|  | Półfinały o 5. miejsce        | Półfinały o 5. miejsce        | Półfinały o 5. miejsce |                   |    | Mecz o 5. miejsce | Mecz o 5. miejsce | Mecz o 5. miejsce |
|  | Półfinały o 5. miejsce        | Półfinały o 5. miejsce        | Półfinały o 5. miejsce |                   |    | Mecz o 5. miejsce | Mecz o 5. miejsce | Mecz o 5. miejsce |
|  | 16 lipca                      |                               |                        |                   |    |                   |                   |                   |
|  |                               |                               |                        |                   |    |                   |                   |                   |
|  | Gwinea                        | Gwinea                        | 39                     |                   |    |                   |                   |                   |
|  | Gwinea                        | Gwinea                        | 39                     | 18 lipca          |    |                   |                   |                   |
|  | Angola                        | Angola                        | 36                     |                   |    |                   |                   |                   |
|  | Angola                        | Angola                        | 36                     |                   |    | Gwinea            | Gwinea            | 26                |
|  | 16 lipca                      |                               |                        |                   |    | Gwinea            | Gwinea            | 26                |
|  |                               |                               | Algieria               | Algieria          | 27 |                   |                   |                   |
|  | Algieria                      | Algieria                      | Algieria               | Algieria          | 27 | 36 (4)            |                   |                   |
|  | Algieria                      | Algieria                      |                        |                   |    |                   |                   |                   |
|  | Demokratyczna Republika Konga | Demokratyczna Republika Konga | 36 (3)                 |                   |    |                   |                   |                   |
|  | Demokratyczna Republika Konga | Demokratyczna Republika Konga | 36 (3)                 | Mecz o 3. miejsce |    |                   |                   |                   |
|  |                               |                               |                        |                   |    |                   |                   |                   |
|  | 17 lipca                      |                               |                        |                   |    |                   |                   |                   |
|  |                               |                               |                        |                   |    |                   |                   |                   |
|  | Angola                        | Angola                        | 28                     |                   |    |                   |                   |                   |
|  | Angola                        | Angola                        | 28                     |                   |    |                   |                   |                   |
|  | Demokratyczna Republika Konga | Demokratyczna Republika Konga | 30                     |                   |    |                   |                   |                   |
|  | Demokratyczna Republika Konga | Demokratyczna Republika Konga | 30                     |                   |    |                   |                   |                   |

| 16 lipca 202215:00 | Gwinea | 39:36 (pd.)(15:20, 32:32) | Angola | International Hall, Madinat as-Sadis min Uktubar |
| 16 lipca 202215:00 |        | 39:36 (pd.)(15:20, 32:32) |        | International Hall, Madinat as-Sadis min Uktubar |

| 16 lipca 202217:30 | Algieria | 40:39(11:13, 23:26, 36:36) | Demokratyczna Republika Konga | International Hall, Madinat as-Sadis min Uktubar |
| 16 lipca 202217:30 |          | 40:39(11:13, 23:26, 36:36) |                               | International Hall, Madinat as-Sadis min Uktubar |

| 17 lipca 202217:30 | Angola | 28:30(13:19) | Demokratyczna Republika Konga | Dr Hassan Moustafa Indoor Sports Complex, Madinat as-Sadis min Uktubar |
| 17 lipca 202217:30 |        | 28:30(13:19) |                               | Dr Hassan Moustafa Indoor Sports Complex, Madinat as-Sadis min Uktubar |

| 18 lipca 202215:30 | Gwinea | 26:27(10:12) | Algieria | Dr Hassan Moustafa Indoor Sports Complex, Madinat as-Sadis min Uktubar |
| 18 lipca 202215:30 |        | 26:27(10:12) |          | Dr Hassan Moustafa Indoor Sports Complex, Madinat as-Sadis min Uktubar |

### Mecz o miejsca 9–10
| 17 lipca 202220:00 | Gabon | 27:18(16:11) | Nigeria | Dr Hassan Moustafa Indoor Sports Complex, Madinat as-Sadis min Uktubar |
| 17 lipca 202220:00 |       | 27:18(16:11) |         | Dr Hassan Moustafa Indoor Sports Complex, Madinat as-Sadis min Uktubar |

### Mecz o miejsca 11–12
| 17 lipca 202217:30 | Kamerun | 38:39 (pd.)(20:17, 35:35) | Senegal | International Hall, Madinat as-Sadis min Uktubar |
| 17 lipca 202217:30 |         | 38:39 (pd.)(20:17, 35:35) |         | International Hall, Madinat as-Sadis min Uktubar |

## Klasyfikacja końcowa
| Miejsce | Reprezentacja                 | Uwagi          |
| ------- | ----------------------------- | -------------- |
| złoto   | Egipt                         | awans: MŚ 2023 |
| srebro  | Republika Zielonego Przylądka | awans: MŚ 2023 |
| brąz    | Maroko                        | awans: MŚ 2023 |
| 4       | Tunezja                       | awans: MŚ 2023 |
| 5       | Algieria                      | awans: MŚ 2023 |
| 6       | Gwinea                        | -              |
| 7       | Demokratyczna Republika Konga | -              |
| 8       | Angola                        | -              |
| 9       | Gabon                         | -              |
| 10      | Nigeria                       | -              |
| 11      | Senegal                       | -              |
| 12      | Kamerun                       |                |
| 13      | Zambia                        | -              |

## Nagrody indywidualne
Nagrody indywidualne otrzymali:
| Najlepszy bramkarz | Najlepszy lewoskrzydłowy | Najlepszy lewy rozgrywający | Najlepszy środkowy rozgrywający | Najlepszy prawy rozgrywający | Najlepszy prawoskrzydłowy | Najlepszy obrotowy |
| ------------------ | ------------------------ | --------------------------- | ------------------------------- | ---------------------------- | ------------------------- | ------------------ |
| Alae Laaroussi     | Omar El Wakil            | Ali Zein                    | Leonardo Semedo                 | Yahia Omar                   | Hicham El Hakimi          | Jihed Jaballah     |